# Coleman, Texas
Coleman är en stad i den amerikanska delstaten Texas med en yta av 16,1 km² och en folkmängd som uppgår till 4 709 invånare (2010). Coleman är administrativ huvudort i Coleman County. Det finns 22 kyrkor i Coleman.